# Опека и попечительство
Опе́ка — один из видов семейного устройства малолетних (до 14 лет), оставшихся без попечения родителей, а также форма защиты прав и интересов гражданина, признанного судом недееспособным вследствие психического расстройства.
Попечи́тельство — вид семейного устройства несовершеннолетнего, достигшего 14 лет, оставшегося без попечения родителей, либо форма защиты гражданских прав и интересов совершеннолетнего лица, признанного судом ограниченно дееспособным (например, вследствие злоупотребления спиртными напитками или наркотическими средствами либо вследствие психического расстройства), также может устанавливаться в отношении лиц, которые в силу физических недостатков (слепота, глухота) не могут самостоятельно осуществлять дееспособность. В широком смысле, попечительство — постоянная забота о ком-либо или чём-либо. Целью введения попечительства, как института права, является защита прав и интересов несовершеннолетних и не полностью дееспособных граждан.
Опекун осуществляет от имени подопечного сделки, в некоторых случаях лишь с согласия органов опеки и попечительства. В обязанности опекуна входит забота о здоровье и имуществе подопечного, а также воспитание и образование несовершеннолетнего подопечного. В некоторых частных ситуациях семьи школа может являться временным опекуном ребёнка, при требовании одного из родителей.
Попечительство отличается от опеки тем, что попечитель не совершает от имени подопечного сделки, а лишь даёт согласие на их совершение. При этом сделка совершается самим подопечным. Остальные обязанности опекуна несовершеннолетнего ребёнка (воспитание, образование, содержание ребёнка) лежат и на попечителе. В этой части опека над несовершеннолетним ребёнком ничем не отличается от попечительства.
Опека и попечительство в России устанавливаются актом органа опеки и попечительства.

## История
Первоначальная юридическая организация опеки возникла не по нравственному мотиву заботы о сиротах, а в интересах родственников сироты, претендентов на его имущество в случае его смерти. Исследователям русского крестьянского обычного права нередко случалось слышать от крестьян различных местностей, что у них «опеки никогда не бывает»: крестьянские сироты существуют мирским подаянием, а община о них не заботится, пребывая в надежде, что всегда отыщется хотя бы отдалённый родственник или бездольная старушка, которые возьмут сироту к себе.
В Древнем Риме появилась опека по назначению со стороны магистрата; постепенно она стала господствующим типом опеки, расширяя все более и более право государственного надзора за опекунами и обращая опеку из частно-правового в публично-правовое учреждение. В силу lex Atilia (неизвестного года) городскому претору было предоставлено право, по соглашению с народными трибунами, назначать опекунов к малолетним, не имеющим ни опекуна-родственника, ни опекуна по завещанию. Законом Julia et Titia это же право распространено на всех praeses’ов провинций; позднее были учреждены специальные praetores tutelares и были облечены правом назначения опекуна и другие магистраты. Эти магистраты стали не только давать опекунов тем, у кого их не было, но и утверждать, в определённых случаях опекунов по завещанию, контролировать совершение важнейших сделок, касающихся отчуждения имущества малолетних и, наконец, увольнять опекунов; в случае их неспособности и в силу обвинения, на которое имел право всякий гражданин (так называемое, accusatio suspecti tutoris).
Опекун сделался юридическим представителем опекаемого и управителем его имущества в его, а не в своих интересах. Его главной задачей было совершение юридических сделок за опекаемого; только в императорское время ему запрещено было отчуждение имущества без согласия магистрата. Нерачительное исполнение опекуном своих обязанностей вело к ответственности по иску из опеки. Римская опека обнимала сначала только период малолетства, простиравшийся до 14 лет для мужчин и 12 для женщин. Позднее несовершеннолетние стали испрашивать себе попечителей на всё время несовершеннолетия. Таким образом, образовалось деление опеки на два вида: опека в собственном смысле (tutela) и попечительство (cura).
Во Франции при Старом порядке опека (bail) была привилегией дворянства (garde noble), которой стремится добиться и буржуазия (garde bourgeoise). Она была правом опекунов, а не обязанностью; выгоды, ею приносимые, побуждали управомоченных на неё лиц (сеньоров, до короля включительно, а также родственников опекаемого) вести борьбу из-за неё.
В праве России опека получила более прочную и последовательную организацию в «Учреждении о губерниях» 1775 года. Была установлена сословная система опеки. Опека над дворянами принадлежала дворянской опеке, учреждаемой для одного или нескольких уездов, под председательством местного уездного предводителя дворянства, из определённого числа (от 2 до 4) заседателей по выбору дворянства. Опека над личными дворянами, купцами, мещанами, цеховыми и вообще над разночинцами была подведомственна сиротскому суду, состоявшему, под председательством городского головы, из членов, избираемых собраниями сословий купеческого, мещанского и ремесленного, не менее как по одному от каждого; за отказом городского головы может быть избрано другое лицо, с утверждения губернатора. В местностях, где городовое положение не было введено, суд состоит, под председательством городского головы, из двух членов городской думы и одного из городских старост. Опека над лицами духовного звания ведалась духовным начальством, за исключением детей священнослужителей, принадлежащих к потомственному дворянству и подведомственных, на общем основании, дворянской опеки. Опека над крестьянами находится в ведении сельских сходов и подчинялась нормам обычного права.
Кодекс законов РСФСР «Об актах гражданского состояния, брачном, семейном и опекунском праве» 1918 года рассматривал опеку в качестве почётной обязанности граждан: орган опеки и попечительства назначал несовершеннолетнему, нуждавшемуся в опеке, опекуна, причём отказ от исполнения этой обязанности мог быть принят лишь при наличии у гражданина физических недостатков, при наличии четырёх собственных детей или иных обстоятельств, указанных в законе. Правило о принудительном назначении опеки формально существовало долго, но на практике оно вскоре перестало широко применяться, а в период Великой Отечественной войны пункт 27 Инструкции Наркомпроса СССР от 8 апреля 1943 года прекратил его применение. Но лишь в Кодексе о браке и семье РСФСР 1969 года было установлено, что опекуны и попечители назначаются по решению исполкома совета депутатов трудящихся только с их согласия. С этого времени в России строго применяется принцип добровольности при осуществлении опеки и попечительства.

## По странам

### Франция
Во Франции установление попечительства рассматривается как вид ограничения дееспособности, но независимо от гражданства лица, в отношении которого устанавливается опека, применяются положения французского законодательства.

### Чехия
Условия установления попечительства регулируются положениями закона в соответствии с гражданством опекаемого, а права попечителя распространяются и за пределы государства, органы которого назначили опеку.

### Российская Федерация
Со вступлением в силу 1 сентября 2008 года федерального закона № 48 «Об опеке и попечительстве», стали действовать несколько новых норм в отношении назначения опеки.
1. Появилась возможность немедленного установления опеки, без подготовки всех требуемых документов потенциальным опекуном, такая разновидность опеки называется «предварительная опека». Предварительная опека является срочной и может назначаться на шесть, а в исключительных случаях может быть продлена ещё на два месяца.
2. Единственный родитель вправе (путём подачи соответствующего заявления) определить своему ребёнку опекуна на случай своей смерти.
3. Возможность добровольной передачи ребёнка на опеку родителями конкретному лицу (в этом случае ребёнок не числится как оставшийся без попечения родителей и средства на его содержание не выплачиваются).
4. Назначение попечителя по заявлению ребёнка старше 14 лет.

Статьей 1199 Гражданского Кодекса РФ устанавливается установление попечительства по личному закону подопечного, а обязанность принять попечительство — по личному закону попечителя. Отношения между подопечным и попечителем регулируются законом учреждения, назначившего попечительство, однако в случае жительства подопечного на территории Российской Федерации к нему применяется российское законодательство, если оно более благоприятно.
Попечительство над совершеннолетними гражданами (как и ограничение их в дееспособности) — редко встречающееся явление в современной России (в 2014 году удовлетворены 322 заявления о признании ограниченно дееспособными).
Лицо, осуществляющее попечительство, называется попечителем; лицо, над которым установлено попечительство — подопечным.
В обязанности попечителя совершеннолетнего лица, ограниченного в дееспособности, входит лишь дача согласия на совершение подопечным сделок с его имуществом (в том числе, распоряжением заработной платой и прочими денежными выплатами).
Попечительство прекращается при достижении несовершеннолетним подопечным совершеннолетия или приобретение им полной дееспособности по решению суда (см. Эмансипация несовершеннолетних), над совершеннолетним гражданином, ограниченным в дееспособности — при отмене судом ограничения в дееспособности.
Опека устанавливается над детьми до 14 лет в целях их содержания, образования и воспитания, а также для защиты их прав и интересов. В отличие от усыновления, ребёнок сохраняет свои фамилию, имя, отчество, а кровные родители не освобождаются от обязанностей по участию в содержании ребёнка. На содержание подопечного опекуну ежемесячно выплачиваются средства в размере, установленным законодательством субъекта федерации. Органы опеки обязаны осуществлять регулярный контроль над условиями содержания, воспитания и образования ребёнка.
Часто опека используется как промежуточная форма устройства ребёнка в семью перед усыновлением.
Одна из форм попечительства — приёмная семья, где приёмные родители обладают правами и обязанностями попечителей по отношению к ребёнку. При этом заключается договор о передаче ребёнка в приёмную семью, который должен содержать такие условия, как:
- срок пребывания в семье;
- условия содержания, воспитания и образования;
- права и обязанности приёмных родителей;
- обязанности органов опеки и попечительства;
- условия и последствия прекращения договора[18].

Отдельные вопросы попечительства над несовершеннолетними регулируются нормами Гаагских конвенций о компетентных органах и праве, применяемом по делам о защите несовершеннолетних 1961 года, и Конвенции об обеспечении дееспособности совершеннолетних и попечительстве над ними 1905 года. Согласно данным конвенциям попечительство и правоотношения между попечителем и подопечным определяются законом в соответствии с гражданством подопечного, а органы компетентны в соответствии с его местом жительства; в отношении иностранца, находящегося на территории данного государства, попечительство может быть учреждено только в случае, если закон страны, гражданство которой имеет несовершеннолетний иностранец, не сохраняет за собой исключительного права учреждения попечительства над своими гражданами.

#### Статистика опеки над несовершеннолетними в РФ
В России опека является самой распространённой формой семейного устройства. На конец 2010 года в России насчитывалось 430 604 опекаемых ребёнка, из них:
- опекаемые посторонними детям гражданами — 102 981 человек.
- переданные под опеку родителями добровольно — 36 148 человек.

На конец 2009 года состояло детей на воспитании в семьях:
- под родственной опекой — 343 342 ребёнка.
- под опекой посторонними гражданами — 96 687.

По разным видам опеки:
- на безвозмездной форме опеки — 313 908.
- в приёмных семьях — 68 037.
- патронат — 2424.
- иные виды возмездной опеки — 15167.
- добровольно переданные родителями — 40 493.

Число детей, переданных под опеку, как возмездную, так и безвозмездную (над родственниками), снижается. В 2014 году под безвозмездную опеку было передано 23 719 человек, в 2016 — 21 208 человек, в 2019 — 15 848. Возмездную опеку в 2014 году получили 23 464 ребёнка, в 2016 — 19 723, в 2019 — 14 227.

### Англия
В Англии назначить попечительство могут и над британским подданным, и над иностранцем; за пределами Англии в отношении движимого имущества на попечителя распространяется право места учреждения попечительства.

## Другое значение слова
В Российской империи — учреждение для социальной защиты группы людей (например, Попечительство императрицы Марии о слепых).